# 알베르트 시바르츠
알베르트 솔로모노비치 시바르츠(러시아어: Альбе́рт Соломо́нович Шварц, 1934년 6월 24일 ~ )는 러시아의 수리물리학자다. 최초의 위상 양자장론을 발견하였고, 또한 가장 간단한 순간자 해인 BPST 순간자를 알렉산드르 벨라빈, 알렉산드르 마르코비치 폴랴코프, 유리 튭킨과 같이 발견하였다. 모스 이론과 비가환 기하학에도 기여하였다.
현재 캘리포니아 대학교 데이비스의 교수이다.

## 같이 보기
- ADHM 작도
- 순간자
- 천-사이먼스 이론
- 초다양체